# IC 4127
IC 4127 је лентикуларна галаксија у сазвјежђу Ловачки пси која се налази на листи објеката дубоког неба у Индекс каталогу.
Деклинација објекта је + 38° 2' 46" а ректасцензија 13h 3m 17,5s. Привидна величина (магнитуда) објекта IC 4127 износи 15,3 а фотографска магнитуда 16,3. IC 4127 је још познат и под ознакама MCG 6-29-22, PGC 45089.